# Villa Lila

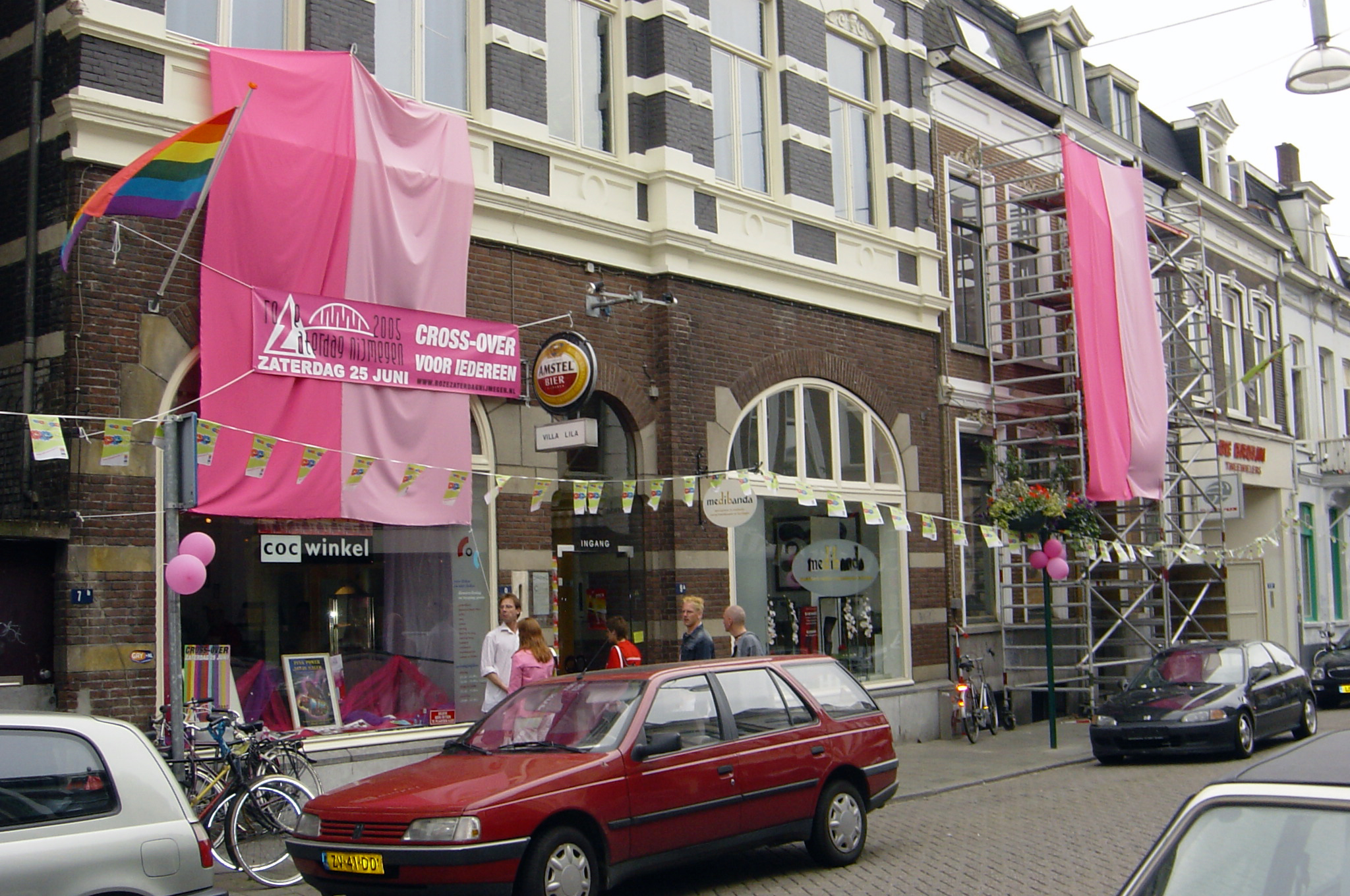
Homohuis Villa Lila tijdens Roze Zaterdag 2005 Nijmegen

Villa Lila was tussen 1985 en 2011 een thuisbasis voor de Nijmeegse lhbti-beweging en gevestigd aan de In de Betouwstraat 9 in het centrum van Nijmegen. Als opvolger werd in 2012 het Roze Huis Nijmegen aan de Sint Anthoniusplaats 1 in gebruik genomen.

## Geschiedenis
In 1980 neemt de Regionale Pastorale Werkgroep Homofilie het initiatief voor een homohuis in Nijmegen om de dan circa dertig lokale organisaties van de lhbti-beweging een onderdak te geven. Stichting Beheer Homohuis Nijmegen (SBHN, 1982) wordt opgericht en koopt in maart 1984 een pand aan de In de Betouwstraat Nijmegen. Na een verbouwing opent Villa Lila op 25 mei 1985 officieel haar deuren.
GACH (Gelders AdviesCentrum voor Homosexualiteit), Lesbisch Archief Nijmegen en COC regio Nijmegen waren vaste huurders. Stichting Pinkeltje (later DITO!) woonde in bij COC maar betrok snel een eigen ruimte. Ook andere Nijmeegse lhbti-organisaties, politieke partijen en het beheer van Villa Lila zelf organiseerden er bijeenkomsten en tentoonstellingen. Naast een grote zaal, een foyer en kantoorruimtes beschikte Villa Lila over een winkelruimte aan de straatzijde, waar huurder COC haar 'COC-inloopwinkel’ inrichtte. Vanuit de gemeentelijke banenpool en ID regeling kwamen meerdere mensen in dienst van de stichting. Villa Lila werd een populair leer-werk-bedrijf waar tientallen studenten van de HAN en ROC stage liepen.
Nijmegen kent een rijke strijdcultuur en Villa Lila was in haar tijd de roze broedplaats. Flikkertejater ‘De Mannen van Daarnet’ repeteerden er, traden op voor eigen publiek en trokken daarna het land in. Theater AanZ en Mindmix waren vooral actief op scholen. Homokoor Cantus Obliquus kwam wekelijks in Villa Lila, nam deel aan korenfestivals in binnen- en buitenland en zong in Villa Lila na de Nijmeegse Dodenherdenking op 4 mei. Side Step, landelijk de eerste dansschool voor ‘dames met dames met heren met heren’ (onder leiding van Marischka Bours en Hans van Oppenraaij) oefende fanatiek in de Villa en organiseerde in De Vereeniging het eerste officiële afdansen voor homokoppels.
Beeldend kunstenaars uit binnen- en buitenland exposeerden in Villa Lila. Het begon voorzichtig met homo-lesbische en vrouwenkunst. Daarna volgden omvangrijke groepsexposities en spraakmakende kunstprojecten. Talkshow Pluijm! (met Cees van der Pluijm als gastheer) maakt in Villa Lila furore begin jaren 90. Tout Nijmeegse lhbti-beweging en ook landelijk bekende theatermakers, acteurs, zangers, schrijvers, activisten kwamen graag naar Nijmegen om met Cees van der Pluijm van gedachten te wisselen.

## Verkoop
Het pand aan de In de Betouwstraat was nauwelijks toegankelijk voor mindervaliden. Aanpassingen bleken onbetaalbaar. De eisen die de lhbti-beweging aan huisvesting stelde veranderden. Een poging hieraan tegemoet te komen door homodisco De Mythe aan de Platenmakersstraat over te nemen (2004-2006) putte de reserves uit. Een plan om samen met enkele verwante instellingen het voormalige filmhuis Cinemariënburg in gebruik te nemen bleek onhaalbaar. Bij gemeentelijke bezuinigingen in 2010 verloor Villa Lila alle beroepskrachten. De belangengroepen en huurders COC Nijmegen en Dito! vreesden voor verlies aan zichtbaarheid. Verdere exploitatie bleek ondoenlijk en op 1 maart 2011 werd het gebouw verkocht.

Het telefoonteam van het GACH was al eerder opgeheven en het subsidiefonds Stichting Vrienden van het GACH naar Maastricht vertrokken. Lesbisch Archief Nijmegen verhuisde in februari 2010 naar een eigen ruimte in de Nijmeegse wijk Bottendaal. De vele culturele gebruikers vonden onderdak bij andere instellingen.

## Roze Huis Nijmegen

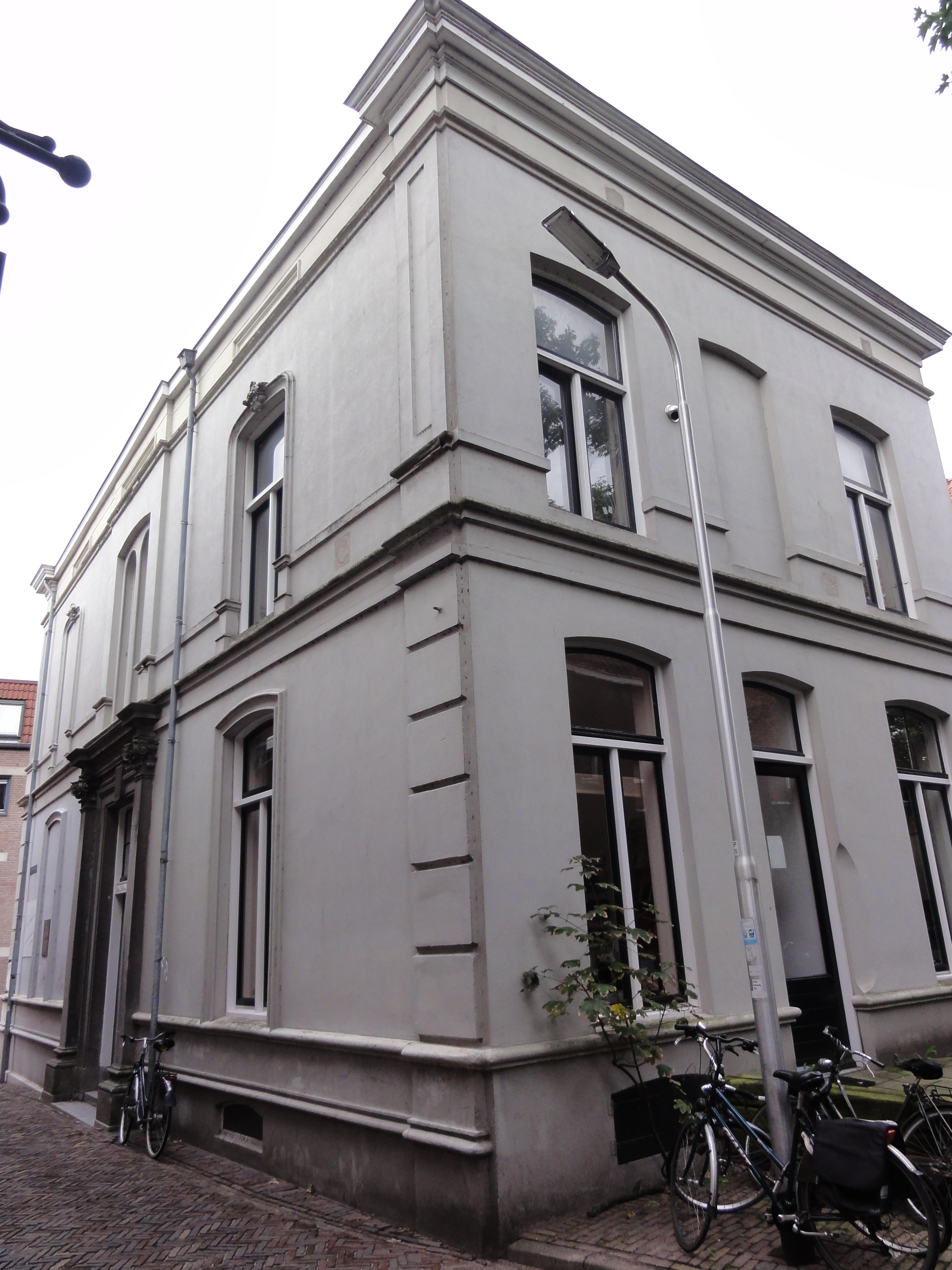
Rijksmonument Sint Anthoniusplaats 1, sinds 2012 het Roze Huis Nijmegen.

Een speciaal opgerichte denktank startte een zoektocht naar alternatieve huisvesting voor de Nijmeegse lhbti-beweging. In oktober 2012 tekent het bestuur van de nieuwe Stichting Roze Huis Nijmegen een huurcontract voor de benedenverdieping van het pand Sint Anthoniusplaats 1, eigendom van de gemeente Nijmegen. Een rijksmonument waar van 1982 - 2011 vrouwendocumentatiecentrum (vdc) De Feeks gevestigd was.
 
Al eind 2012 verhuizen COC Regio Nijmegen en homojongerenorganisatie DITO! naar Anthoniusplaats 1. Na wat verbouwingen wordt op 31 mei 2013 de benedenverdieping van Sint Anthoniusplaats 1 door burgemeester Bruls officieel geopend als Roze Huis Nijmegen.